# ユートピア (バンド)
ユートピア（Utopia）は、アメリカ合衆国出身のロックバンド。同国のマルチプレイヤー、トッド・ラングレン率いるプログレッシブ・ロックユニットとしてスタートし、以降は同氏のサイド・プロジェクトとして1980年代まで活動した。以後、1992年・2011年・2018年と短期の活動をしている。

## 概略

### 結成期（1973年 - 1986年）

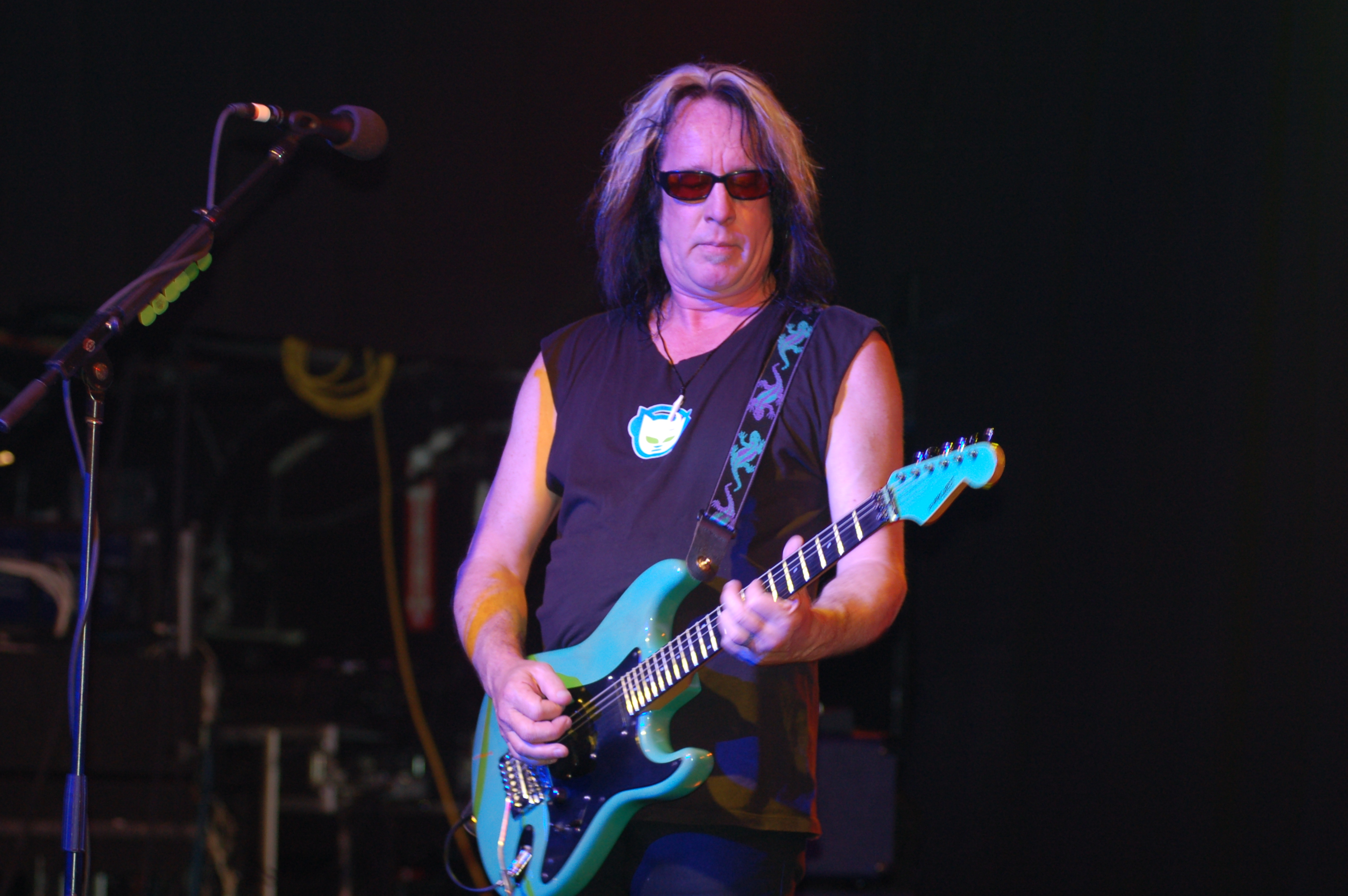
創設者トッド・ラングレン (2009年)

1973年、ソロアーティストとして成功していたミュージシャン トッド・ラングレンによる、プログレッシブ・ロックを演奏するユニットとして発足し、トッド・ラングレンズ・ユートピア（Todd Rundgren's Utopia）の名で活動を始める。
デビュー・アルバムのメンバーは、ケヴィン・エルマン (ドラム)、マーク・“ムーギー”・クリングマン (キーボード)、ジーン＝イーヴズ・“Mフロッグ”・ラバット (キーボード)、トッド・ラングレン (ギター)、ラルフ・シュケット (キーボード)、ジョン・シーグラー (ベース)の6人。
2ndアルバム『アナザー・ライヴ』ではラバットとロジャー・パウエル (キーボード)が、エルマンとジョン・“ウィリー”・ウィルコックス (ドラム)がそれぞれ交代。

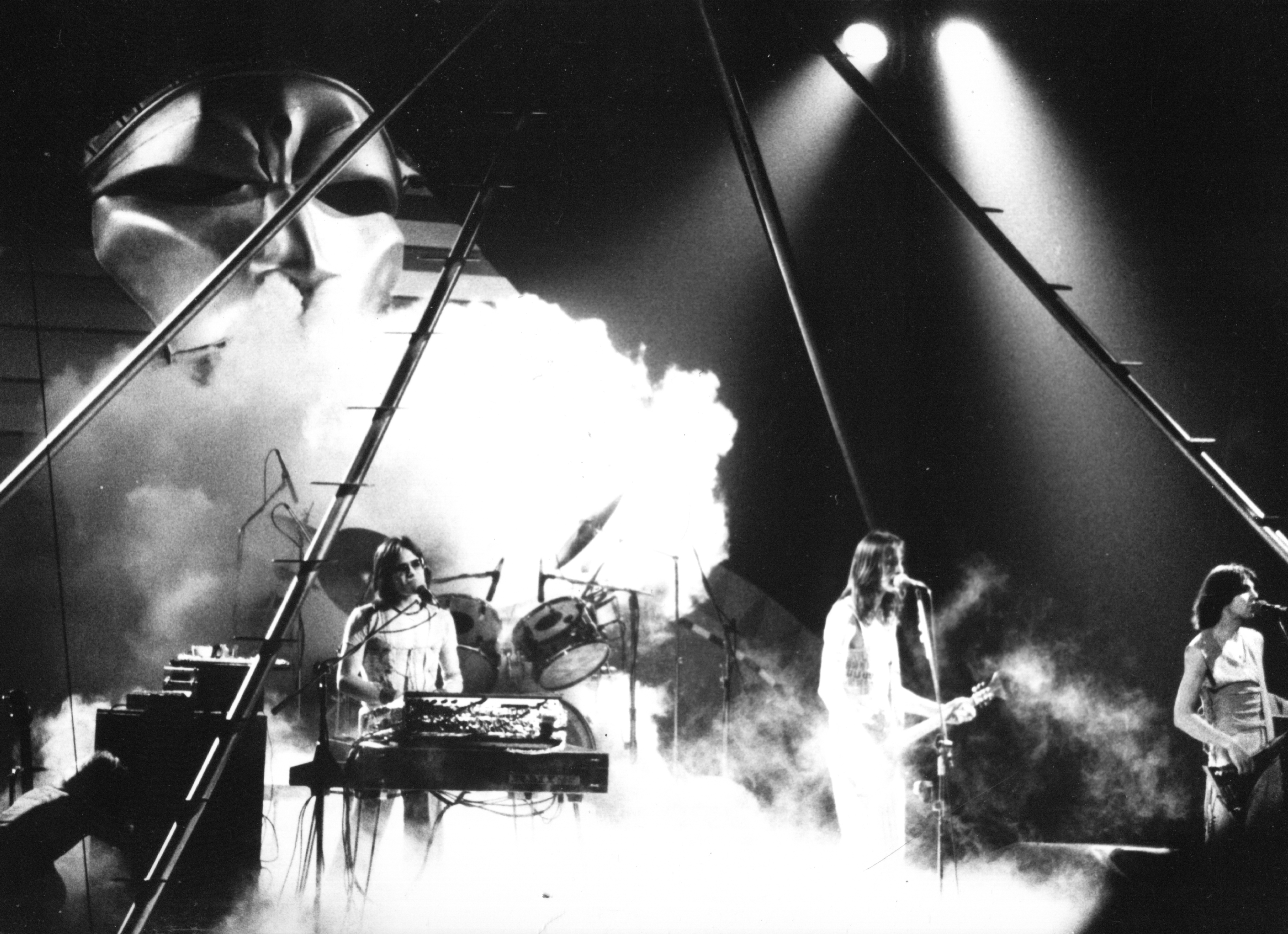
「ユートピア」に短縮改名以降のライブ（1977年）

3rdアルバム『太陽神』からトッド・ラングレン、ロジャー・パウエル、カシム・サルトン (ベース)、ジョン・“ウィリー”・ウィルコックスの4人編成になり、以降はバンド名もトッドの冠を外してユートピアに短縮し、パーマネント・ユニットとなる。
4thアルバム以降からポップ化指向が更に進み、音楽性を変えながら1986年まで活動した。

### 再集結以降（1992年、2011年、2018年）
1992年に再結成を果たし来日公演が実現。この模様を収めたライブ・アルバムをリリースした。以後は本格始動までには至らず、短期の活動のみで終わっている。
2009年、トッドのライブにロジャー・パウエル、カシム・サルトン、ラルフ・シュケットが客演。
2011年1月、膀胱癌の闘病中であったムーギー・クリングマンの治療費支援を目的に、トッド、シュケット、シーグラー、クリングマン、エルマンが集結し、その後サルトンの合流とジェシー・グレスが新加入した7人で、1992年以来19年ぶりにライブを開催。同年11月には同じメンバーでトッド・ラングレンズ・ユートピア名義のライブを開催しており、クリングマンも参加予定であったが、ライブ直前の11月15日に死去する。
2018年、トッド、サルトン、シュケット、ウィルコックスの4名によるラインナップで、32年ぶりの北米ツアーを開催。しかし開始前にシュケットが健康問題により降板し、代役にイスラエルのロックバンド「missFlag」のメンバー、ギル・アサヤスを起用した。その後ラルフ・シュケットは、2021年に死去している。

## メンバー

### 主宰
- トッド・ラングレン (Todd Rundgren) - ギター、ボーカル (1973年–1986年、1992年、2011年、2018年)

### 歴代メンバー
- M.フロッグ・ラバート (Jean-Yves "M. Frog" Labat) - キーボード、ギター (1973年–1975年)
- デヴィット・メイソン (David Mason) - キーボード (1973年–1974年) ♱RIP2013年
- ハント・セールス (Hunt Sales) - ドラムス (1973年–1974年)
- トニー・フォックス・セールス (Tony Fox Sales) - ベース (1973年–1974年)
- ジョン・シーグラー (John Siegler) - ベース (1974年–1976年、2011年)
- ラルフ・シュケット (Ralph Schuckett) - キーボード (1974年–1975年、2011年) ♱RIP2021年
- ムーギー・クリングマン (Mark "Moogy" Klingman) - キーボード (1974年–1975年、2011年) ♱RIP2011年
- ケヴィン・エルマン (Kevin Ellman) - ドラムス (1974年–1975年、2011年)
- ウィリー・ウィルコックス (John "Willie" Wilcox) - ドラムス (1975年–1986年、1992年、2018年)
- ロジャー・パウエル (Roger Powell) - キーボード、ボーカル (1975年–1986年、1992年)
- カシム・サルトン (Kasim Sulton) - ベース、ボーカル (1976年–1982年、1982年–1986年、1992年、2011年、2018年)
- ダグ・ハワード (Doug Howard) - ベース、ボーカル (1982年)
- ジェシー・グレス (Jesse Gress) - ギター (2011年) ♱RIP2023年[8]
- ギル・アサヤス (Gil Assayas) - キーボード (2018年)

## ディスコグラフィ

### スタジオ・アルバム
- 『トッド・ラングレンズ・ユートピア』 - Todd Rundgren's Utopia (1974年)
- 『太陽神』 - Ra (1977年) ※旧邦題『RA (太陽神)』
- 『悪夢の惑星』 - Oops! Wrong Planet (1977年)
- 『アドヴェンチャーズ・イン・ユートピア』 - Adventures In Utopia (1980年)
- 『ミート・ザ・ユートピア』 - Deface The Music (1980年) ※旧邦題『ディフェイス・ザ・ミュージック』
- 『スウィング・トゥ・ザ・ライト』 - Swing To The Right (1982年)
- 『T.R.K.W.ユートピア』 - Utopia (1982年)
- 『オブリヴィオン』 - Oblivion  (1983年)
- 『POV』 - P.O.V. (1985年)
- Disco Jets (2012年) ※1976年に録音した未発表音源

### ライブ・アルバム
- 『アナザー・ライヴ』 - Another Live (1975年)
- 『'92ライヴ・イン・ジャパン』 - Redux '92: Live in Japan (1992年)
- 『ライヴ・イン・トーキョー’79』 - Live In Tokyo '79 (1999年)
- 『オブリヴィオン・ツアー』 - Official Bootleg, Vol. 9: Oblivion Tour (2001年)
- 『ウープス!ロング・プラネット・ツアー』 - Oops! Wrong Planet Tour (2001年)
- 『ミート・ザ・ユートピア・ツアー』 - Deface The Music Tour (2001年)
- 『ラジオ・ライヴ '79 - オフィシャル・ブートレグ・シリーズVol.2』 - Bootleg Series, Vol. 2: KSAN 95FM, Live '79 (2002年)
- Live At Hammersmith Odeon '75 (2012年)
- 『ライヴ・アット・ザ・エレクトリック・ボールルーム・ミルウォーキー』 - Live At The Electric Ballroom – Milwaukee 23rd October 1978 (2014年)
- 『ライヴ・アット・ザ・フォックス1973』 - Live At The Fox 1973 (2015年)
- 『ライヴ・アット・ジ・ウォルドルフ』 - Live At The Old Waldorf (2015年)

### コンピレーション・アルバム
- Trivia (1986年)
- The Collection (1988年)
- Anthology (1974-1985) (1989年)
- Oblivion, POV & Some Trivia (1996年)
- City in My Head (1999年)
- The Road To Utopia: The Complete Recordings 1974-82 (2018年)